# Hidenori Takahashi
Hidenori Takahashi (japanisch 高橋 秀典 Takahashi Hidenori; * 18. Juli 1998 in der Präfektur Chiba) ist ein japanischer Fußballspieler.

## Karriere
Hidenori Takahashi erlernte das Fußballspielen in der Schulmannschaft der Aomori Yamada High School sowie in der Universitätsmannschaft der Osaka University of Health and Sport Sciences. Seinen ersten Profivertrag unterschrieb er am 1. Februar 2021 beim Renofa Yamaguchi FC. Der Verein aus Yamaguchi, einer Stadt in der Präfektur Yamaguchi auf Honshū, der Hauptinsel von Japan, spielt in der zweiten japanischen Liga. Sein Zweitligadebüt gab Hidenori Takahashi am 24. Oktober 2021 (35. Spieltag) im Auswärtsspiel gegen Kyōto Sanga. Hier wurde er in der 61. Minute für Yatsunori Shimaya eingewechselt. Das Spiel endete 1:1. Nach 43 Ligaspielen wechselte er im Februar 2025 auf Leihbasis zum Drittligisten Tochigi SC.